# 琼海轨道交通
琼海轨道交通是位于中国海南省琼海市计划中的城市轨道交通网络，共规划三条轨道交通线路。全长127公里。

## 简介
2020年7月，琼海市首次提出轨道交通线网规划。并提出2025年前拟建成琼海博鳌机场-博鳌站段，采用跨座式单轨制式。
线路共分为三条线路：

### 1号线
呈南北向走向，北启琼海市大路镇，向南经琼海站，观塘。终到博鳌镇，全长27公里.

### 2号线
呈东西向走向，西启琼海市龙江镇，向东经白石岭、琼海站、塔洋镇。终到长坡镇，全长38公里。

### 3号线
呈环线走向，串联琼海站、塔洋镇、潭门镇、博鳌镇、乐城国际医疗先行区、琼海博鳌机场、万泉镇等节点，全长62公里。计划2022年开工建设琼海博鳌机场-博鳌站段，至2025年建成琼海博鳌机场-琼海市政府段。